# トゥクルク
トゥクルク（モンゴル語: Tuqluq、中国語: 禿魯、生没年不詳）は、チンギス・カンの孫のグユクの孫で、モンゴル帝国の皇族。『元史』などの漢文史料では南平王禿魯（tūlŭ）・都魯（tūlŭ）・宗王脱忽魯（tuōhūlŭ）・土魯（tŭlŭ）・叛王吐魯（tŭlŭ）、『五族譜』などのペルシア語史料ではتوقلوق（Tūqlūq）と記される。

## 概要
『元史』宗室世系表ではグユクの末子のホク（禾忽）大王の息子であるとするが、ホクとトゥクルクの活躍年代は非常に近く、親子関係にあるというのは疑わしい。モンゴル帝国の系譜集である『五族譜』ではホクの兄のホージャ・オグルにتوقلوق（Tūqlūq）という息子がいたと記されており、これこそが『元史』の南平王トゥクルク（禿魯）に相当する人物であると考えられている。
トゥクルクが史料上に始めて現れるのは中統元年（1260年）のことで、この時カイドゥ、ジビク・テムルといった他のオゴデイ家の諸王とともにクビライより銀などを与えられている。中統元年（1260年）はクビライとアリクブケの間で帝位を巡って帝位継承戦争が始まった年であり、この賜与はトゥクルクらオゴデイ家の諸王をクビライ派に立たせるため懐柔する意図があったと見られている。
至元4年（1267年）、トゥクルクは雲南への「南征」のため、潞州を中心とするクチュ・ウルスで遊牧した。この時トゥクルクは夏は潞州の山の上に暑さを避けて夏営地を構え、冬は暖を取るため太行山脈の南で冬営地をかまえたため、附近の村落の農作物を踏み荒らしたという。
至元9年（1272年）にはセチェン・カアン（クビライ）の命によって西平王アウルクチやアルグ・テムルらとともに雲南北部の建都攻略に参戦した。この後、トゥクルクは銀印や5つの金符・銀符を与えられている。至元11年（1273年）にはサイイド・アジャッルが雲南に派遣されることで権力がそがれることを警戒し、軍勢を備えている。至元12年（1274年）には同僚のアルグ・テムルはクビライの下に帰還したがトゥクルクはまだ雲南に留まっていた。しかし、この後何らかの事情でトゥクルクは安西王マンガラの統治圏（安西王国）に位置する六盤山方面に移動した。
至元14年（1276年）の冬、安西王マンガラがシリギの乱に対応するため北方へ出陣している最中、トゥクルクは六盤山で叛乱を起こした。安西王府はベステイ（別速台）を主将に、オングト部の汪惟正を副将として叛乱鎮圧軍を派遣し、これに商挺や李忽蘭吉の率いる延安の軍が合流した。ベステイは軍事に習熟していなかったため実質的な軍の指揮は汪惟正が取り、汪惟正はトゥクルク軍と相対すると1里離れた場所で全軍に馬を下り、弓を構えるよう命じた。これに対しトゥクルクは百の騎兵を突撃させたが、汪惟正はなかなか矢を放つよう命じず、トゥクルク軍が直前まで来て始めて「矢が敵兵に必ず当たると見たら、矢を射よ」と命じた。雨の如く降る矢によって突撃した騎兵の三分の一は負傷し、トゥクルク軍は敗走した。トゥクルクは3つの山と蕭河を越えて逃げたが、至元15年（1277年）中にはオングト部アンチュル家のテムル（趙国安）の手によって武川で捕虜となった。

## グユク王家
- グユク・カン(Güyük Qan ＞貴由/guìyóu,گيوك خان/Guyūk khān)
  - ホージャ・オグル(Khwaja Oγur ＞忽察/hūchá,خواجه اغول/Khwaja Āghūl)
    - トクメ(Tükme ＞禿苦滅/tūkǔmiè,توکمه/Tūkme)
    - ブスジュ・エブゲン(Busju Ebügen ＞بوسجو ابوکانBūsjū Ābūkān)
    - 南平王トゥクルク(Tuqluq ＞禿魯/tūlŭ,توقلوق/Tūqlūq)
    - イルゲンツェン王(Irgendzen ＞亦児監蔵/yìérjiāncáng)
    - オルジェイ・エブゲン王(Ölǰei Ebügen ＞完者也不干/wánzhĕyĕbùgān)

  - ナク太子(Naqu ＞脳忽/nǎohū,ناقو/Nāqū)
    - チャバト(Čabat ＞چباتChabāt)

  - ホク大王(Hoqu ＞禾忽/héhū,هوقو/Hūqū)